# Kanton Grand-Bourg
Kanton Grand-Bourg (francouzsky Canton de Grand-Bourg) byl francouzský kanton v departementu Guadeloupe v regionu Guadeloupe. Tvořila ho pouze obec Grand-Bourg. Zrušen byl při reformě francouzských kantonů z roku 2014.